# 築城海軍航空隊

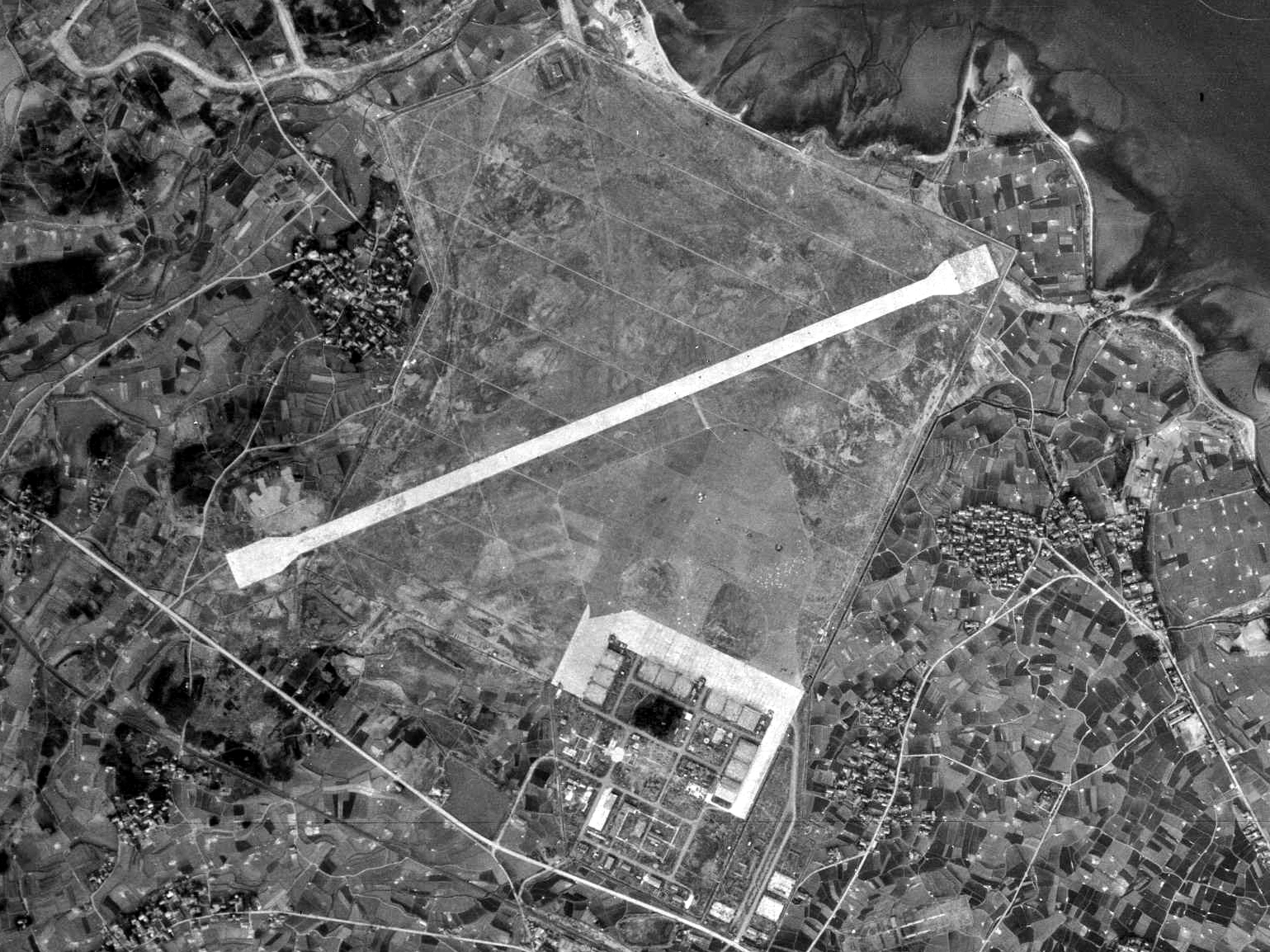
築城海軍航空隊跡地の空中写真（1947年）

築城海軍航空隊（ついきかいぐんこうくうたい）および1944年（昭和19年）2月20日に改称した第五五三海軍航空隊（だい553かいぐんこうくうたい）は、日本海軍の部隊の一つ。福岡県築上郡椎田町（現・築上町）および行橋町（現・行橋市）にまたがって開隊した。戦闘機の搭乗員の教育を推進するため、生徒・学生・練習生への実機練習を推進した。築城空は二代あり、初代は北方戦線の哨戒任務を負う実用機部隊に変貌した。二代は中間練習部隊として編成され、実用機訓練の前段階を担った。また、1933年（昭和8年）より造成を開始した富高飛行場に分遣隊を設置し、並行して訓練を実施した。

## 初代築城海軍航空隊

### 沿革
ミッドウェー海戦の大敗によって不足した航空母艦飛行機隊の再編を期するため、1939年（昭和14年）より福岡県築城郡八津田村（椎田町を経て、現・築上町）に建設を始めていた築城飛行場に着目し、航空隊を設置した。周防灘に面し、洋上爆撃・雷撃訓練が容易なうえに、呉鎮守府にもほど近く、航空母艦を招いての発着艦訓練をもくろんだ。
- 1942年（昭和17年）
  - 10月1日 - 築城飛行場の落成にともない、第三艦隊附属として開隊。艦上戦闘機補充要員養成航空隊として発足定数・戦闘機48機
- 1943年（昭和18年）
  - 1月15日 - 練習戦隊として第五〇航空戦隊を編成（築城空・鹿屋海軍航空隊・鳳翔・龍鳳・夕風）、富高飛行場（宮崎県東臼杵郡富島町（現・日向市）に移転、内戦部隊に協力
- 1944年（昭和19年）
  - 1月1日 - 実戦部隊に転換、第十二航空艦隊第五十一航空戦隊に編入編成変更、戦闘機48機に爆撃機・攻撃機各48機を追加幌筵島進出を計画
  - 2月20日 - 「第五五三海軍航空隊」に改称、千島列島方面の哨戒に従事
  - 2月末頃 - 千島への威力航空偵察が激化千島での運用を中止し、美幌飛行場に撤退艦爆隊に変更
  - 8月3日 - 十二航艦の所属航空隊で「N空襲部隊」を結成
  - 9月2日 - 第三航空艦隊の硫黄島進出にともない、百里飛行場に進出
  - 10月1日 - 解隊

相次ぐ南方戦線への引き抜きのため、北方の航空隊は弱体化していたが、遂には五五三空自体も引き抜きの対象となったため、実施部隊に変貌してからの半年間、戦闘らしい戦闘を経験することなく、五五三空は解散した解散後は主に硫黄島救援の各部隊の要員に転じた。

### 主力機種
- 零式艦上戦闘機…開隊当時の練習機
- 九七式艦上攻撃機…実施部隊改編期の実用機
- 九九式艦上爆撃機…実施部隊改編後の実用機
- 二式艦上偵察機…実施部隊改編後の実用機

### 歴代司令
- 藤野豊：1942年（昭和17年）10月1日 -
- 高次貫一 大佐：1944年（昭和19年）1月1日 -
- 藤野豊：1944年（昭和19年）3月17日－1944年（昭和19年）10月1日解隊

## 二代築城海軍航空隊

### 沿革
長らく戦闘機練習を実施していた大分海軍航空隊が解隊され、関東防衛機能を兼ねた筑波海軍航空隊に改編された。この際、筑波空を追い出された中間練習機隊が築城および富高に分散配備されることになり、二代築城空を編成したうえで旧筑波空の中間練習任務を継承することとなった。しかし、沖縄の地上戦を目前に控え、築城・富高には特攻の実施部隊が進出したため、中間練習の続行は困難となった。
- 1944年（昭和19年）
  - 3月15日 - 筑波海軍航空隊より練習機隊が到着し開隊。第十一連合航空隊に編入。旧筑波空練習生（第13期飛行予備学生）の訓練を開始
  - 4月1日 - 富高分遣隊を設置
  - 7月27日 - 美保海軍航空隊を卒業した予科練甲飛13期前期が入隊、飛練39期
  - 9月22日 - 土浦海軍航空隊を卒業した予科練甲飛13期後期が入隊、飛練41期
- 1945年（昭和20）
  - 2月1日 - 三重海軍航空隊奈良分遣隊を卒業した予科練甲飛13期後期が入隊、飛練42期（築城空最後の練習生）
  - 3月1日 - 富高分遣隊を廃止。要員は岩国飛行場へ移転し、二代岩国海軍航空隊を開隊。艦上戦闘機補充要員養成航空隊として発足。定数・戦闘機48機
  - 3月18日 - 九州に敵機動部隊接近、艦載機による築城・富高への強襲を実施、神風特別攻撃隊菊水銀河隊（高速陸上爆撃機「銀河」）出撃。以降8月9日まで、天雷特別攻撃隊白虎隊まで特攻および通常攻撃を実施
  - 3月下旬 - 沖縄戦に向け、実施部隊が築城に進出（第二〇三海軍航空隊・第七六二海軍航空隊など）
  - 5月5日 - 十一連空を廃止し、実施部隊に改編。第十航空艦隊第十二航空戦隊に編入。以後、特攻訓練および秘匿温存に従事
  - 8月7日 - B-24、F6Fによる戦爆連合の空襲を受ける
  - 8月9日 - 長崎へ向かう原爆搭載のB-29に対し零戦10機を緊急発進させる。神風特別攻撃隊白虎隊出撃
  - 戦後解隊。幸いにも築城空の練習生の多くは特攻出撃を迎えることなく終戦となったが、築城飛行場からは多数の特攻機が出撃している

### 主力機種
- 零式艦上戦闘機　一部は九三式中間練習機・白菊

### 歴代司令
- 山路一行 1944年（昭和19年）3月15日－戦後解隊

## 戦後の築城飛行場と富高飛行場
築城空の基地である築城飛行場と富高飛行場は、戦後は正反対の結末を迎えた。
築城飛行場は、米軍の駐留を終えると航空自衛隊の臨時基地となり、1955年（昭和30年）1月より猛訓練を開始し、早くも同年5月にはジェット機パイロットの養成を達成した。1957年（昭和32年）10月には正式に築城基地を開き、教育飛行団として機能を始めた。現在でも冬にブルーインパルスの展示飛行が見られる人気スポットである。また、稲童1号掩体壕や米軍艦載機による銃撃痕が見られる戦争遺跡の宝庫でもある。
一方の富高飛行場は、大蔵省によって民間に解放され、富島中学校や日知屋小学校などの公共機関や民間の農地に変貌した。宮崎県内に多数開かれた飛行場は、民間空港となった海軍宮崎飛行場と自衛隊基地となった陸軍新田原飛行場がわずかに残された。さらに日向市の発展にともない、痕跡は薄れつつある。それでも、協和病院前にコンクリート滑走路の痕跡が残るなど、わずかに面影は残っている。